# Ad multos annos

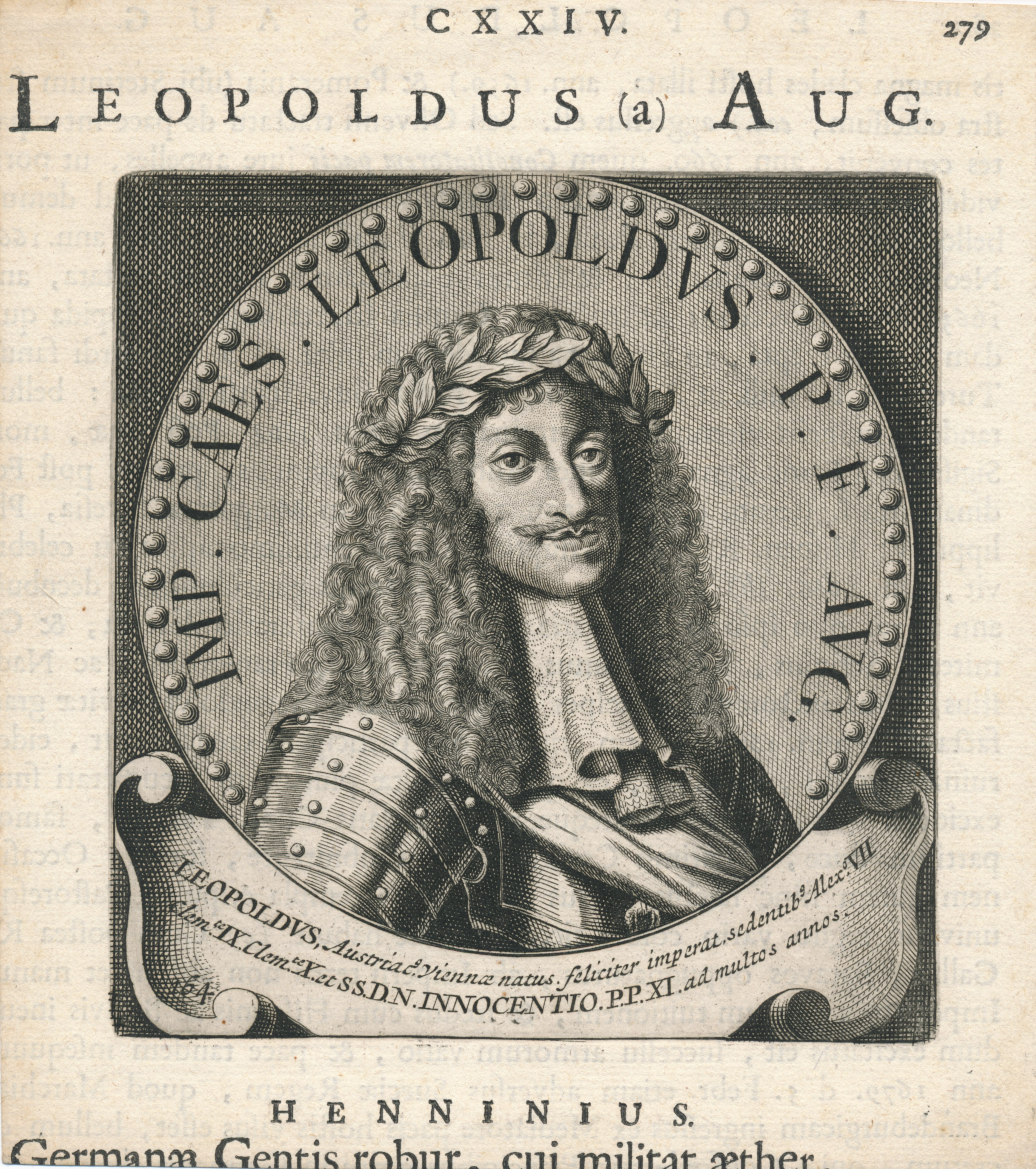
Leopoldus

Ad multos annos es una locución latina que significa literalmente "¡Por muchos años!". Se emplea para desear que algo sea duradero.